# جلال العشري
جلال العشري (29 يوليو 1953 - 13 نوفمبر 1988) ناقد أدبي وكاتب وصحفي مصري.

## حياته
ولد بالمحلة الكبرى 29 يوليو 1953، وحصل على اليسانس من كلية الآداب قسم الفلسفة ـ جامعة القاهرة. ثم عمل بالصحافة، مديراً لتحرير مجلة «المجلة» ومجلة «الشعر». عمل أستاذاً محاضراً بالمعهد العالي للفنون المسرحية، والمعهد العالي للنقد الفني.

## أعماله
- الإنسان يعلو على الإنسان.
- ثقافة بلا دموع.
- مصطفى محمود شاهد على عصره
- حقيقة الفلسفات الإسلامية
- ثقافتنا بين الأصالة والمعاصرة
- أديب الفلاسفةوفيلسوف الأدباء
- الضحك فلسفة وفن
- زكي نجيب محمود وثورة العقل المعاص
- سقوط الأقنعة في مسرحنا المعاصر
- المسرح فن وتاريخ